# 黄山市
黄山市（こうざん-し）は中華人民共和国安徽省に位置する地級市。市内にある黄山は中国で最も著名な山岳景勝地のひとつで、奇松・怪石・雲海・温泉の「四絶」をもって世に知られている。1990年12月黄山は世界遺産に登録された。また、屯渓老街が2010年第1回「中国歴史文化名街」の一つに選定された。

## 歴史
前身は徽州地区である。徽州は歙県を中心に安徽省南部から江西省北部にまたがる地方であり貧しい山間部であったが、その住民は逆境から立ち上がり行商人として身をおこし、新安商人（徽商）として中国各地で活躍した。
1987年、中華人民共和国国務院の批准によって徽州地区を撤廃し、当時県級市の屯渓市（後の屯渓区）を中心とする地級市の黄山市が成立した。

## 行政区画
3市轄区・4県を管轄下に置く。
- 市轄区：
  - 屯渓区・黄山区・徽州区
- 県：
  - 歙県・休寧県・黟県・祁門県

| 黄山市の地図                                 |
| -------------------------------------------- |
| 屯渓区 黄山区 徽州区 歙県 休寧県 黟県 祁門県 |

### 年表
この節の出典

#### 皖南行署区徽州専区
- 1949年10月1日 - 中華人民共和国皖南行署区徽州専区が成立。屯渓市・歙県・旌徳県・績渓県・休寧県・祁門県・黟県が発足。(1市6県)
- 1952年3月28日 - 池州専区太平県・石埭県を編入。(1市8県)
- 1952年4月12日 - 蕪湖専区寧国県を編入。(1市9県)
- 1952年8月7日 - 安徽省の成立により、安徽省徽州専区となる。

#### 安徽省徽州専区(1952年-1956年)
- 1952年8月23日 - 歙県の一部が績渓県・屯渓市・休寧県に分割編入。(1市9県)
- 1952年9月10日 - 屯渓市の一部が歙県・休寧県に分割編入。(1市9県)
- 1953年6月25日 - 屯渓市が省直轄県級行政区となる。(9県)
- 1954年2月 - 旌徳県の一部が績渓県に編入。(9県)
- 1954年8月 (9県)
  - 旌徳県の一部(社屋坑村)が績渓県に編入。
  - 績渓県の一部(唐川村)が旌徳県に編入。
- 1955年4月 - 屯渓市を編入。(1市9県)
- 1955年12月 - 歙県の一部が績渓県に編入。(1市9県)
- 1956年1月12日 - 徽州専区が蕪湖専区と合併し、新制の蕪湖専区の発足により消滅。

#### 安徽省徽州地区(1961年-1987年)
- 1961年4月7日 - 蕪湖専区休寧県・歙県・祁門県・太平県・績渓県・寧国県を編入。徽州専区が発足。(6県)
- 1961年8月16日 - 休寧県の一部が分立し、屯渓市が発足。(1市6県)
- 1961年12月15日 (1市8県)
  - 祁門県の一部が分立し、黟県が発足。
  - 績渓県の一部が分立し、旌徳県が発足。
- 1962年1月 - 屯渓市が省直轄県級行政区となる。(8県)
- 1963年5月20日 - 屯渓市が休寧県に編入。(8県)
- 1964年3月 - 休寧県の一部が歙県に編入。(8県)
- 1964年12月27日 - 休寧県の一部が分立し、屯渓鎮が発足。(8県1鎮)
- 1965年7月19日 - 太平県・祁門県・黟県の各一部が池州専区貴池県の一部と合併し、池州専区石台県となる。(8県1鎮)
- 1965年8月9日 - 池州専区石台県の一部が祁門県・黟県に分割編入。(8県1鎮)
- 1965年12月7日 - 太平県の一部が池州専区石台県に編入。(8県1鎮)
- 1971年3月29日 - 徽州専区が徽州地区に改称。(8県1鎮)
- 1973年3月6日 (8県1鎮)
  - 休寧県の一部が屯渓鎮に編入。
  - 歙県の一部が休寧県に編入。
- 1974年2月11日 - 太平県が池州地区に編入。(7県1鎮)
- 1975年12月19日 - 屯渓鎮および休寧県の一部が合併し、屯渓市が発足。(1市7県)
- 1980年1月29日 (1市8県)
  - 池州地区太平県・石台県を編入。
  - 寧国県が宣城地区に編入。
- 1983年12月1日 - 太平県および歙県・石台県の各一部が合併し、省直轄県級行政区の黄山市となる。(1市7県)
- 1985年6月4日 - 黄山市を編入。(2市7県)
- 1987年11月27日 - 徽州地区が地級市の黄山市に昇格。

#### 黄山市
- 1987年11月27日 - 徽州地区が地級市の黄山市に昇格。(3区4県)
  - 屯渓市および歙県・休寧県の各一部が合併し、屯渓区が発足。
  - 黄山市が区制施行し、黄山区となる。
  - 歙県の一部が分立し、徽州区が発足。
  - 石台県が安慶地区に編入。
  - 旌徳県・績渓県が宣城地区に編入。
- 2004年5月29日 - 歙県の一部が徽州区に編入。(3区4県)
- 2015年10月13日 - 徽州区・休寧県の各一部が屯渓区に編入。(3区4県)

## 市のシンボル
2006年4月、市民投票で選ばれた候補を専門家が審議し、政府の検討によって決定するという過程を経て、最後に黄山松・黄山杜鵑・紅嘴相思鳥がそれぞれ市木・市花・市鳥となった。

## 交通

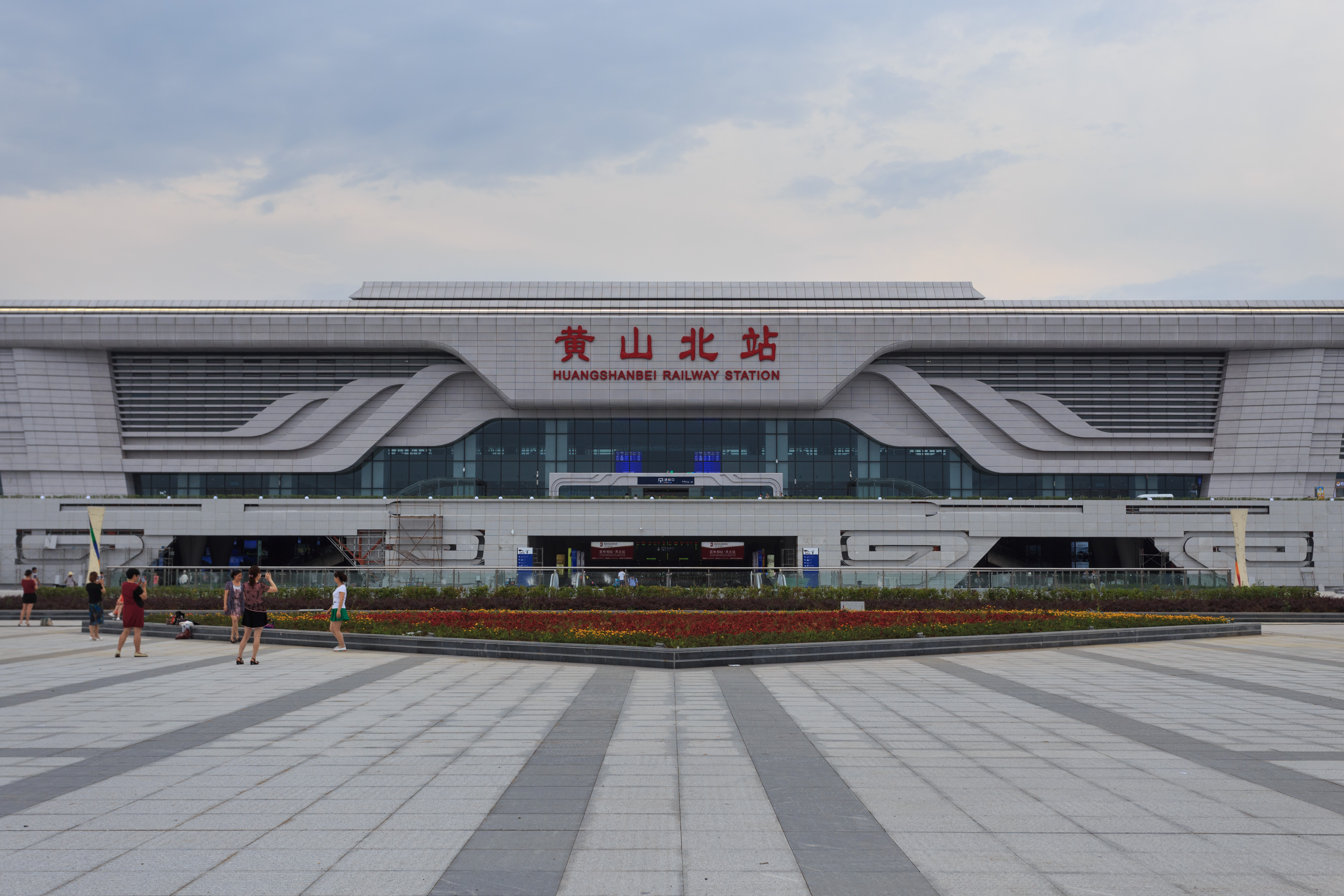
合福旅客専用線、杭昌高速鉄道が乗り入れる黄山北駅

### 航空
- 黄山屯渓国際空港

### 鉄道

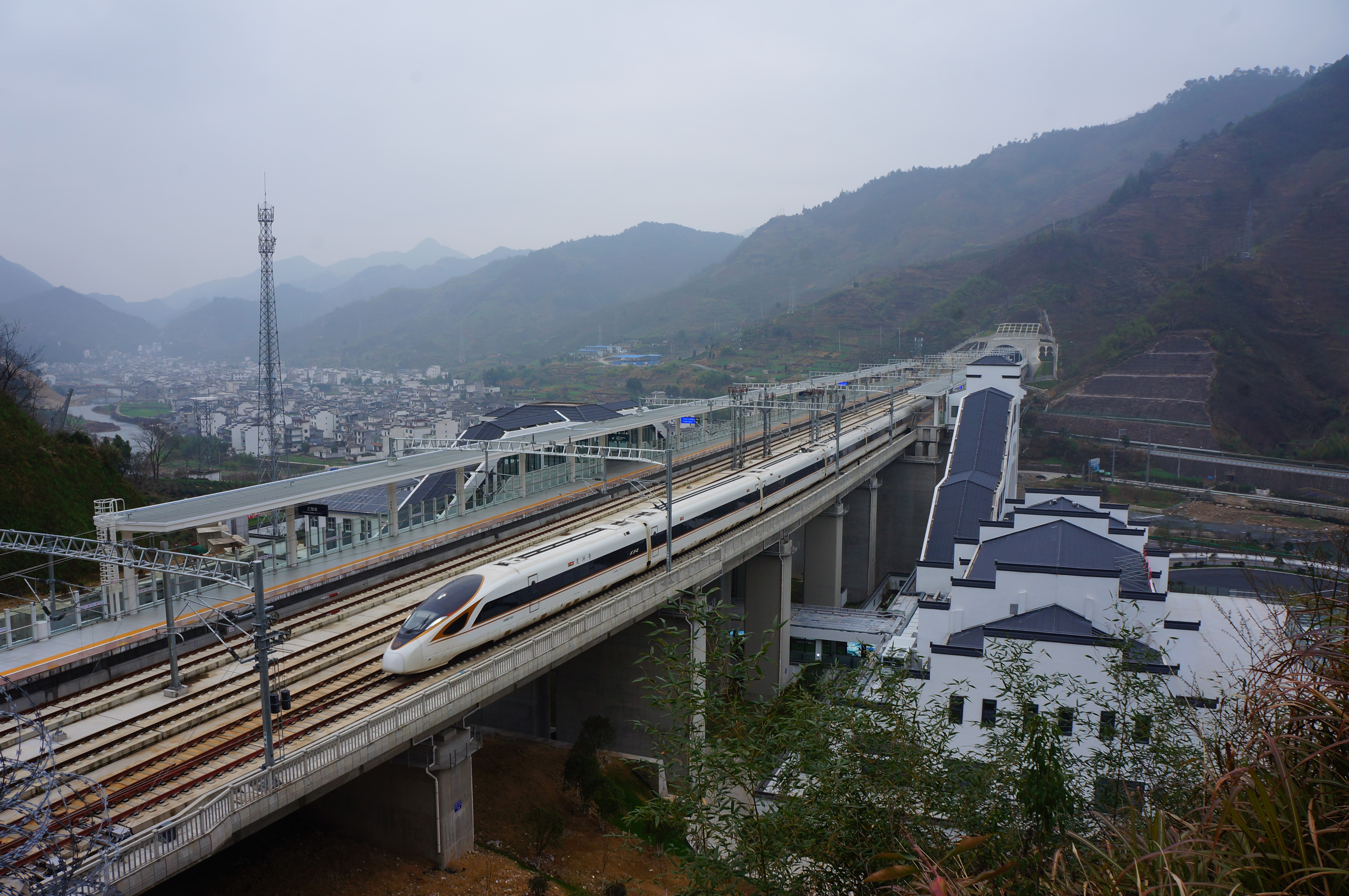
杭昌高速鉄道三陽駅を出発するCR400BF高速列車

- 中国国家鉄路集団
  - 合福旅客専用線
  - 杭昌高速鉄道（中国語版）
  - 皖贛線

### 道路
- 高速道路
  - 京台高速道路
  - 杭瑞高速道路
  - 溧寧高速道路
  - 黄浮高速道路
- 国道
  - G205国道